# 黃振文
黃振文（Huang, Jenn-Wen），現任國立中興大學校務副校長（2015-迄今）、國立中興大學植物病理學系終身特聘教授、社團法人民生文教科技基金會董事、財團法人植物保護科技基金會董事。

## 學歷
美國喬治亞大學植物病理學系 博士（1990）
國立中興大學植物病理研究所 碩士（1978）
國立中興大學植物病理系 學士（1976）

## 經歷
國立中興大學植病系終身特聘教授
國立中興大學農資學院第21、22屆院長(95-101年)
國立中興大學植物病理學系系主任(89-95年)
國立中興大學國際農企業學士學程主任(100-101年)
國立中興大學農業推廣中心主任(87-89年)
行政院國科會農業環境科學學門召集人(97-99年)
教育部顧問室 領域召集人(99-101年)、顧問(101-102年)
教育部全國高級中學農業類科學生技藝競賽總召集人(四屆次)
行政院農委會植物防疫檢疫諮議委員會委員(93-103年)
行政院農委會農藥技術委員會委員(88-96年)
行政院農委會農試所台灣農業研究期刊領域主編(102-105年)
亞洲農學院校協會會長(95-97年)
社團法人中華民國植病學會理事長(95-97年)
社團法人中華民國真菌學會理事長(99-101年)
社團法人中華永續農業協會理事長(103-105年)
社團法人民生文教科技基金會董事(88年迄今)
財團法人植物保護科技基金會董事(90年迄今)
財團法人遠哲科學教育基金會董事(93-105年)
財團法人國際美育自然生態基金會營運主任委員(86-98年)

## 榮譽獎項
國立中興大學榮譽特聘教授
國立中興大學特殊貢獻獎(95、99年)
跨部會署農業生技產業化「登豐獎」(102年)
跨部會署農業生技產業化方案計畫，獲頒卓越推展農業生技商品化之「典範案例」(102年)
行政院國科會技術轉移獎勵(93、95年)
國立中興大學農資學院教師評鑑第一名(92年)
國際同濟會十大傑出農業專家(92年)
中華永續農業協會永續農法傑出學術獎(98年)
台灣農學會農業學術獎(98年)
中華植病學會論文貢獻獎(92、93、94、97年)
國科會甲等研究獎(10次)(80-89年)
行政院農委會優秀農業實驗研究教育與推廣獎(75年)

## 研究領域
1. 探討植物病害與植物營養的相關性
2. 研發土壤添加物及植物營養液，藉以防治植物疾病與促進植物的健康
3. 研究殺草劑對病害發生的影響
4. 鐮胞菌的分類與鑑定
5. 探討果樹病害之病原菌生態及種子病理學
6. 生物農藥的開發與應用